# 花山水库 (曲靖)
花山水库是中国云南省曲靖市沾益区境内的一座水库，位于花山河上，建于1960年。水库集雨面积为225平方千米，正常蓄水高程1995米，兴利库容7,019万立方米，总库容8,233万立方米。主坝为黏土斜墙坝，坝高33.5米，坝顶长175米。两座副坝为均质土坝，总长947米。